# فيديريكو بوكيا
فيديريكو بوكيا (بالإيطالية: Federico Bocchia)‏ (مواليد 24 أكتوبر 1986) هو سبّاح إيطالي، مثّل بلاده في الألعاب الأولمبية الصيفية 2016.

## روابط خارجية
فيديريكو بوكيا على موقع الاتحاد الدولي للسباحة (الإنجليزية)
- فيديريكو بوكيا على موقع SwimRankings.net (الإنجليزية)
- فيديريكو بوكيا على موقع أوليمبيديا (الإنجليزية)